# Christian von Ehrenfels
Christian von Ehrenfels (Maria Christian Julius Leopold Freiherr von Ehrenfels) (Rodaun, 2 giugno 1859 – Lichtenau im Waldviertel, 8 settembre 1932) è stato un filosofo austriaco, precursore della psicologia gestaltistica, in quanto inventore del concetto stesso di Gestalt. Divenne famoso per l'opera Sulle qualità gestaltiche (Über Gestaltqualitäten), contenuta nelle Vierteljahresschrift für wissenschaftliche Philosophie (1890).

## Biografia
Von Ehrenfels studiò filosofia all'Università di Vienna con Franz Brentano e Alexius Meinong, e conseguì il dottorato assieme a Meinong alla Karl-Franzens-Universität di Graz nel 1885 con uno scritto sui Rapporti di grandezza e i numeri. Uno studio psicologico (Größenrelationen und Zahlen. Eine psychologische Studie). Con lo scritto Su sentire e volere (Über Fühlen und Wollen), presentato a Vienna nel 1888, ottenne l'abilitazione all'insegnamento universitario della filosofia. Dal 1896 al 1929 fu professore in filosofia all'Università di Praga.

## La Gestalt
Anche se Max Wertheimer può essere considerato il fondatore della Psicologia della Gestalt, il concetto di Gestalt stesso fu introdotto nella filosofia e psicologia contemporanee da von Ehrenfels. L'idea di Gestalt ha le sue radici in teorie di Johann Wolfgang von Goethe e Ernst Mach. Sia von Ehrenfels che Edmund Husserl sembrano essere stati ispirati dall'opera di Mach Beiträge zur Analyse der Empfindungen ("Contributi all'analisi delle sensazioni", 1886) per i loro concetti, peraltro molto simili, di Gestalt e Momento Figurale rispettivamente.